# Premio Nacional de Ciencias y Artes
Le Premio Nacional de Ciencias y Artes (Prix National des Sciences et des Arts) a été créé au Mexique en 1945 par la Présidence de la République, dans le but de promouvoir le développement culturel, scientifique et technologique du pays. Il est attribué à une ou plusieurs personnes ou à une organisation non gouvernementale qui remplit les conditions du prix, dans l'une des catégories suivantes :
- Linguistique et Littérature
- Beaux Arts
- Histoire, Sciences humaines et Philosoph
- Physique, Mathématiques et Sciences Naturelles
- Technologie et Design
- Arts et Traditions Populaires

Avant 1945 avait été institué un Premio Nacional de Literatura par le Secrétariat de l'Éducation publique du Mexique, qui a cessé d'être attribué après la création du présent prix.

## Lauréats

### Linguistique et Littérature
Lingüística y Literatura
- 2011 : Daniel Sada
- 2010 : Maruxa Vilalta
- 2009 : Alberto Darszon Israel et Jaime Urrutia Fucugauch
- 2008 : Edmundo García Moya, Alberto Robledo Nieto et Moisés Eduardo Selman Lama
- 2007 : Linda Silvia Torres Castilleja
- 2006 :
- 2005 : Carlos Monsiváis
- 2004 : Margo Glantz
- 2002 : Elena Poniatowska
- 2001 : Vicente Leñero
- 1995 : Juan Miguel Lope Blanch
- 1993 : Sergio Pitol
- 1987 : Alí Chumacero
- 1986 : Rafael Solana
- 1985 : Marco Antonio Montes de Oca
- 1984 : Carlos Fuentes Macías
- 1983 : Jaime Sabines
- 1982 : Elías Nandino
- 1981 : Mauricio Magdaleno
- 1980 : José Luis Martínez Rodríguez
- 1979 : Juan José Arreola
- 1978 : Fernando Benítez
- 1977 : Octavio Paz
- 1976 :
  - Antonio Gómez Robledo
  - Efraín Huerta
- 1975 : Francisco Monterde
- 1974 : Rubén Bonifaz Nuño
- 1973 : Agustín Yáñez
- 1972 : Rodolfo Usigli
- 1971 : Daniel Cosío Villegas
- 1970 : Juan Rulfo
- 1969 : Silvio Zavala Vallado
- 1968 : José Gorostiza
- 1967 : Salvador Novo López
- 1966 : Jaime Torres Bodet
- 1965 : Ángel María Garibay
- 1964 : Carlos Pellicer Cámara
- 1958 : Martín Luis Guzmán
- 1949 : Mariano Azuela González
- 1946 : Alfonso Reyes

### Beaux Arts
Bellas Artes
- 2011 : Óscar Chávez et Jorge Fons
- 2010 : Luis López y Loza et Martha Palau Bosch
- 2009 : Helen Escobedo et Arturo Márquez
- 2008 : 
  - María Graciela del Carmen Iturbide Guerra,
  - María Teresa Rodríguez Rodríguez,
  - José Antonio Celso Solé y Nájera
- 2007 : Carlos Prieto, Felipe Cazals
- 2006 : Luis Fernando de Tavira Noriega, Joaquín Gutiérrez Heras
- 2005 : Leonora Carrington, Gloria Contreras et Luis Herrera de la Fuente
- 2004 : Juan José Gurrola
- 2003 :
  - Gilberto Horacio Aceves Navarro
  - J. Francisco Serrano Cacho
  - Ludwik Margules Coben
- 2002 : Héctor Cobo García
- 2001 :
  - José Alejandro Dionisio Luna Ledesma
  - Alfredo Zalce Torres
  - Federico Ibarra Groth
- 2000: Raúl Anguiano
- 1999: Guillermo Arriaga Fernández
- 1998: Francisco Toledo
- 1997: Arturo Ripstein
- 1996: Luis Nishizawa
- 1995: Federico Silva
- 1994: Héctor Mendoza Franco
- 1993: Carlos Jiménez Mabarak
- 1992:
  - Amalia Hernández Navarro
  - José Jesús Francisco Zúñiga Chavarría
  - Manuel de Elías Mondragón
- 1991:
  - Mario Lavista
  - Ricardo Legorreta Vilchis
  - Vicente Rojo Almazán
- 1990: Olga Costa
- 1989: Ignacio Díaz Morales
- 1988: Manuel Felguérez Aspe
- 1987: Juan Soriano
- 1986: Mario Pani
- 1985: Alberto Beltrán García
- 1984: Pedro Coronel
- 1983: Manuel Enríquez
- 1982:
  - Abraham Zabludovsky
  - Teodoro González de León
- 1981: José Luis Cuevas
- 1979: Guillermina Bravo
- 1978: Gunther Gerszo Wendland
- 1977: Luis Buñuel
- 1976:
  - Luis Barragán
  - Julio Prieto
  - Rodolfo Halffter
- 1975: Manuel Álvarez Bravo
- 1974:
  - Edmundo O'Gorman
  - José Chávez Morado
- 1973: Pedro Ramírez Vázquez
- 1972: Juan O'Gorman
- 1971: Gabriel Figueroa Mateos
- 1970: Jorge González Camarena
- 1969: Francisco Díaz de León
- 1968: José Villagrán García
- 1967:
  - Luis Ortiz Monasterio
  - Roberto Montenegro
- 1966: David Alfaro Siqueiros
- 1964:
  - Rufino Tamayo
  - Blas Galindo
- 1958:
  - Carlos Chávez
  - Gerardo Murillo ("Dr. Atl")
- 1951: Candelario Huízar
- 1950: Diego Rivera
- 1947: Manuel M. Ponce
- 1945: José Clemente Orozco

### Histoire, Sciences humaines et Philosophie
Historia, Ciencias Sociales y Filosofía
- 2015: Antonio Armando García de León Griego
- 2014: Néstor García Canclini et Enrique Semo
- 2013: Roger Bartra Murià, Carlos Roberto Martínez Assad
- 2012: Carlos Marichal Salinas et Carlos Muñoz Izquierdo
- 2011: Jean Meyer et Lorenzo Meyer
- 2010: Enrique Krauze Kleinbort et María Soledad Loaeza Tovar
- 2009: Enrique de la Garza Toledo et José Ramón Cossío Díaz
- 2008: Jaime Mario Labastida Ochoa, Álvaro Matute Aguirre, María Margarita Nolasco Armas (posthume)
- 2007: Eduardo Matos Moctezuma, Pilar Gonzalbo Aizpuru
- 2006: Larissa Adler Milstein
- 2005: Jorge Alberto Manrique Castañeda et Elisa Vargaslugo Rangel
- 2004: Juliana González Valenzuela
- 2003: Víctor Manuel Alcaraz Romero
- 2002: Adolfo Sánchez Vázquez
- 2001: Ida Rodríguez Prampolini
- 2000: Fernando Flores García
- 1999: Josefina Zoraida Vázquez Vera
- 1998:
- 1997: Rodolfo Stavenhagen
- 1986: Luis Villoro Toranzo
- 1985: Alfonso Noriega Cantú
- 1984: Pablo González Casanova
- 1983: Luis González y González
- 1982: Héctor Fix Zamudio
- 1981: Miguel León Portilla
- 1980: Leopoldo Zea Aguilar
- 1979: Gonzalo Aguirre Beltrán
- 1978: Mario de la Cueva
- 1977: Víctor L. Urquidi Bingham
- 1976: Eduardo García Máynez
- 1962: Jesús Silva Herzog
- 1960: Alfonso Caso

### Physique, Mathématiques et Sciences Naturelles
Ciencias Físico-Matemáticas y Naturales
- 2012 : Susana Lizano
- 2011: Pedro Julio Collado Vides
- 2010: Marcelo Lozada y Cassou et Gerardo Gamba Ayala
- 2009: Alberto Darszon Israel et Jaime Urrutia Fucugauch
- 2008: Edmundo García Moya, Alberto Robledo Nieto et Moisés Eduardo Selman Lama
- 2007: Linda Silvia Torres Castilleja
- 2006: Juan Ramón de la Fuente
- 2005: Shri Krishna Singh Singh et José Antonio Stephan de la Peña Mena
- 2004: Alejandro Frank et Armando Gómez Puyou
- 2003: Jorge Daniel Carlos Cantó Illa, Rubén Lisker Yourkowitsky, Thomas Henry Seligman Schurch
- 2002: Luis Fernando de la Peña Auerbach, Luis Rafael Herrera Estrella et Ricardo Jorge Tapia Ibargüengoytia
- 2001: Onésimo Hernández Lerma, Herminia Pasantes y Ordóñez et Julio Everardo Sotelo Morales
- 2000: Jorge Aceves Ruiz et Ranulfo Romo Trujillo
- 1999: Augusto Fernández Guardiola et Octavio José Obregón Díaz
- 1998: Eusebio Juaristi Cosío
- 1997: Jesús Adolfo García Saínz
- 1996: Flavio Manuel Mena Jara et José Luis Morán López
- 1995: Marcelino Cerejido Mattioli, Cinna Lomnitz Aronsfrau et Lourival Possani Postay
- 1994: Jorge Flores Valdés et Rafael Palacios de la Lama
- 1993: Luis Felipe Rodríguez Jorge
- 1992: Hugo Aréchiga Urtuzuástegui et Francisco G. Bolívar Zapata
- 1991: Pedro Joseph-Nathan et José Yacamán Miguel
- 1990: José Sarukhán Kermez
- 1989: Donato Alarcón Segovia
- 1988: Leopoldo García-Colín Scherer
- 1987: René Raúl Drucker Colín et Ignacio Madrazo Navarro
- 1986: Adolfo Martínez Palomo
- 1985: Marcos Rojkind Matluk
- 1984: José Ruiz Herrera
- 1983: Octavio Augusto Novaro
- 1982: Bernardo Sepúlveda Gutiérrez
- 1981: Manuel Peimbert Sierra
- 1980: Guillermo Soberón Acevedo
- 1979: Pablo Rudomín Zevnovaty
- 1978: Rafael Méndez Martínez
- 1977: Jorge Cerbón Solórzano
- 1976:
  - Ismael Herrera Revilla
  - Julían Adem Chahín
  - Samuel Gitler Hammer
- 1975:
  - Arcadio Poveda Ricalde
  - Guillermo Massieu Helguera
  - Joaquín Gravioto Muñoz
- 1974:
  - Emilio Rosenblueth Deutsch
  - Ruy Pérez Tamayo
- 1973: Carlos Casas Campillo
- 1972: 
  - Antonio González Ochoa
  - Isaac Costero Tudanca
  - Luis Sánchez Medal
- 1971: Jesús Romo Armería
- 1970: Carlos Graef Fernández
- 1969:
  - Fernando de Alba Andrade
  - Ignacio Bernal
- 1968: Salvador Zubirán Anchondo
- 1967: José Adem Chaín
- 1966: Arturo Rosenblueth Stearns
- 1964: Ignacio González Guzmán
- 1963: Guillermo Haro Barraza
- 1961: Ignacio Chávez Sánchez
- 1959: Manuel Sandoval Vallarta
- 1957: Nabor Carrillo Flores
- 1948: Maximiliano Ruiz Castañeda

### Technologie et Design
Tecnología y Diseño
- 2011: Raúl Gerardo Quintero
- 2010: Sergio Revah Moiseev
- 2009: Blana Elena Jiménez Císneros et José Luis Leyva Montiel
- 2008: María de los Ángeles Valdés Ramírez
- 2007: Miguel Pedro Romo Organista
- 2006: Fernando Samaniego Verduzco
- 2005: Alejandro Alagón Cano
- 2004: Héctor Mario Gómez Galvarriata, Martín Hernández Luna et Arturo Menchaca Ochoa
- 2003: Octavio Manero Brito
- 2002: Alexander Balankin
- 2001: Filberto Vázquez Dávila
- 2000: Francisco Alfonso Larque Saavedra
- 1999: Jesús Gonzales Hernández
- 1997: Baltasar Mena Iniesta
- 1997: Feliciano Sánchez Silencio
- 1996: Adolfo Guzmán Arenas
- 1996: María Luisa Ortega Delgado
- 1995: Alfredo Sánchez Marroquín
- 1994: Francisco Sánchez Sesma
- 1994: Juan Vázquez Lomberta
- 1993: José Ricardo Gómez Romero
- 1992: Lorenzo Martínez Gómez
- 1992: Gabriel Torres Villaseñor
- 1991: Octavio Paredes López
- 1991: Roberto Meli Piralla
- 1990: Daniel Reséndiz Núñez
- 1990: Juan Milton Garduño
- 1988: Mayra de la Torre
- 1987: Enrique Hong Chong
- 1986: Daniel Malacara Hernández
- 1985: José Luis Sánchez Bribiesca
- 1984: Jorge Suárez Díaz
- 1983: José Antonio Ruiz de la Herrán Villagómez
- 1982: Raúl J. Marsal Córdoba
- 1981: Luis Esteva Maraboto
- 1980: Marcos Mazari Menzer
- 1979: Juan Celada Salmón
- 1978: Enrique del Moral
- 1977: Francisco Rafael del Valle Canseco
- 1976:
  - Reinaldo Pérez Rayón
  - Wenceslao X. López Martín del Campo

### Arts et Traditions Populaires
Artes y Tradiciones Populares
- 2011: Óscar Chávez, Jesús Herrera et Grupo de alfareros de San Bartolo Coyotepec.
- 2010: Grupo de Artesanas Tejedoras de San Andrés Larráinzar et Grupo de Artesanos Indígenas Nativos de Baja California
- 2009: Celsa Luit Moo, Cirilo Promotor Decena et le Grupo de Artesanas y Artesanos Alfareros Purépechas de Ocumicho, Michoacán
- 2008: Grupo de Canto Cardenche de Sapioriz et Angélica Delfina Vázquez Cruz
- 2007: Francisco Coronel
- 2006: Leocadia Cruz Gómez, J, Guadalupe Reyes Reyes, Grupo de Artesanos Tradición Tonalteca de Tonalá, Jalisco
- 2005: Artesanas Y Artesanos Alfareros Popolocas de Los Reyes Metzontla, Puebla et Evaristo Borboa Casas et Fortunato Ramírez Camacho
- 2004: Asociación de Actores y Escritores Sna Jtz'ibajom Cultura de los Indios Mayas, Cooperativa La Flor de Xochistlahuaca y La Judea, Semana Santa Cora
- 2003: José Benítez Sánchez et Gabriel Vargas
- 2002: Ramón Mata Torres, Erasmo Palma Fernández et Juan Rivera García
- 2001: Artesanos Tejedores de Rebozos de Santa María del Río, San Luis Potosí et Silvestre Tiburcio Noyola Hernández
- 2000: Joel Wilfrido Flores Villegas et la Unión de Danzantes y Voladores de Papantla, Veracruz
- 1999: Orquesta Típica Yukalpetén et Juan Quezada Celado
- 1998: Band Tlayacapan
- 1986:
  - Grupo de danza regional Chichimeca de Querétaro
  - Sociedad de artesanos indígenas Sna Jolobil
- 1985:
  - Banda Infantil del centro de Capacitación Musical de la región Mixe
  - Grupo de teñidores mixtecos del caracol púrpura panza, Pinotepa Nacional
- 1984: Artesanos de Santa Clara del Cobre